# Колонізація Юпітера і Сатурна

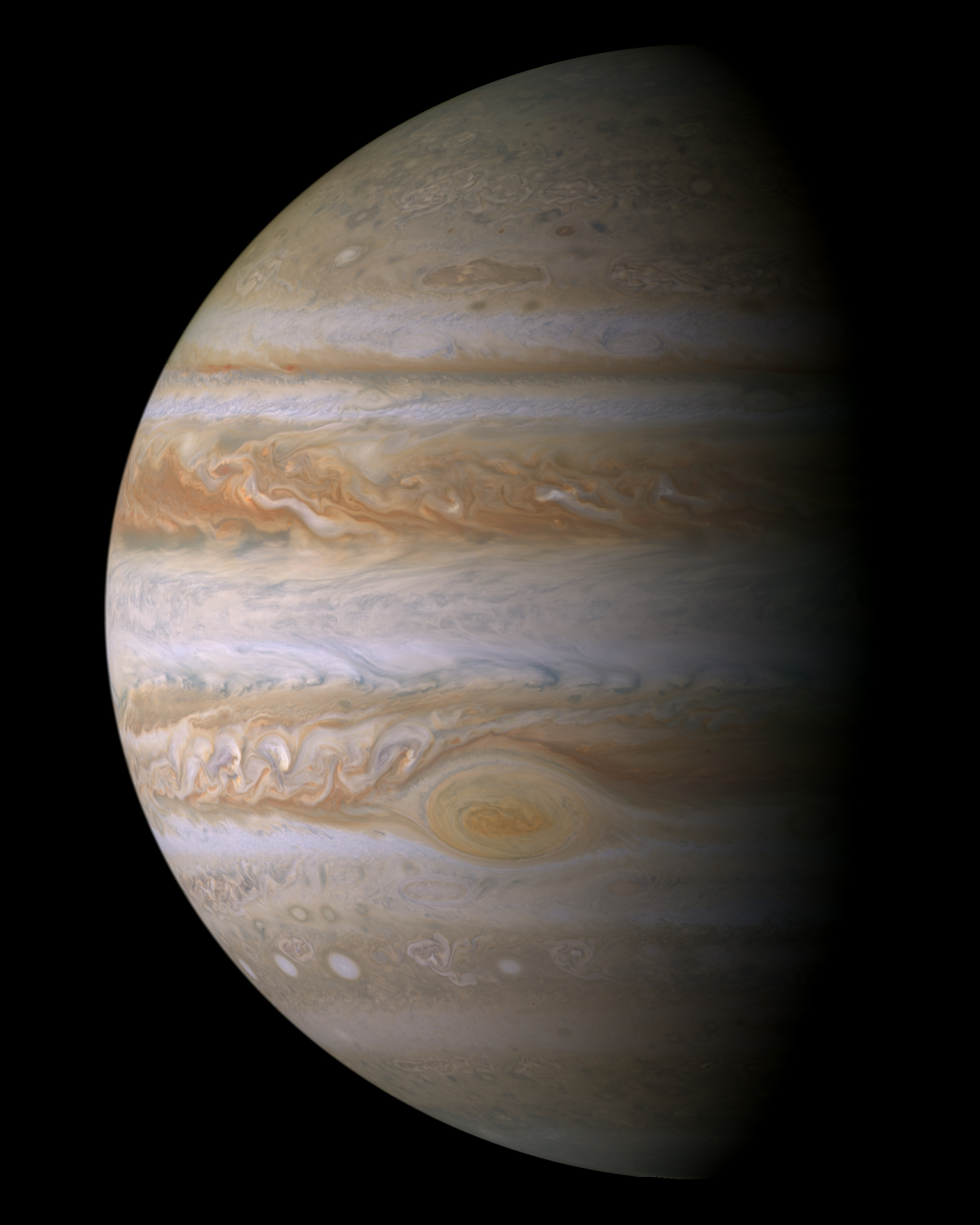
Юпітер. Знімок з космічного апарата Cassini.

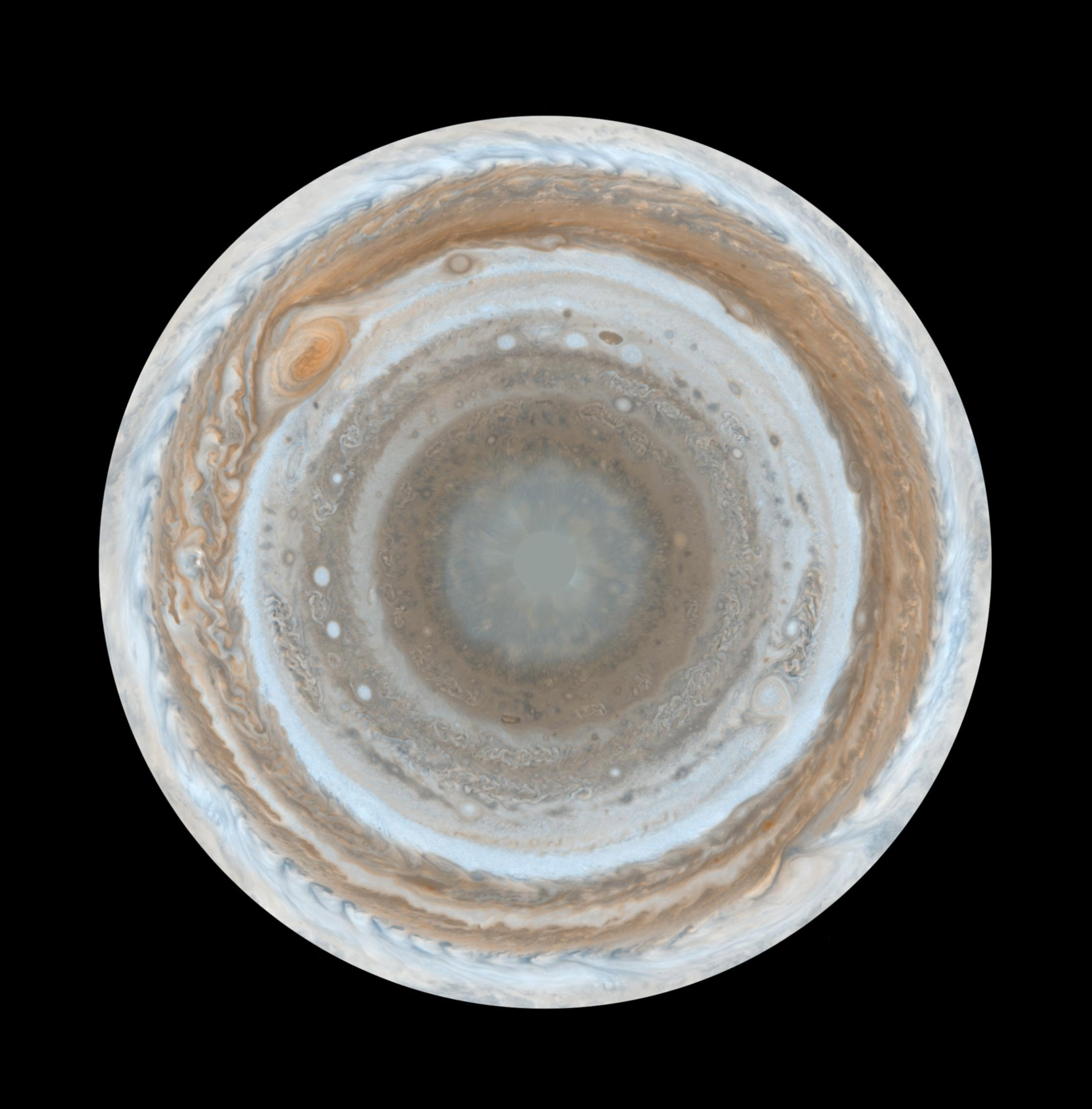
Детальна карта Юпітера зроблена космічним апаратом Cassini. Зорієнтовано на південний полюс планети.

Колонізація Юпітера і Сатурна — проєкт можливого створення поселень в атмосферах Юпітера і Сатурна у майбутньому.

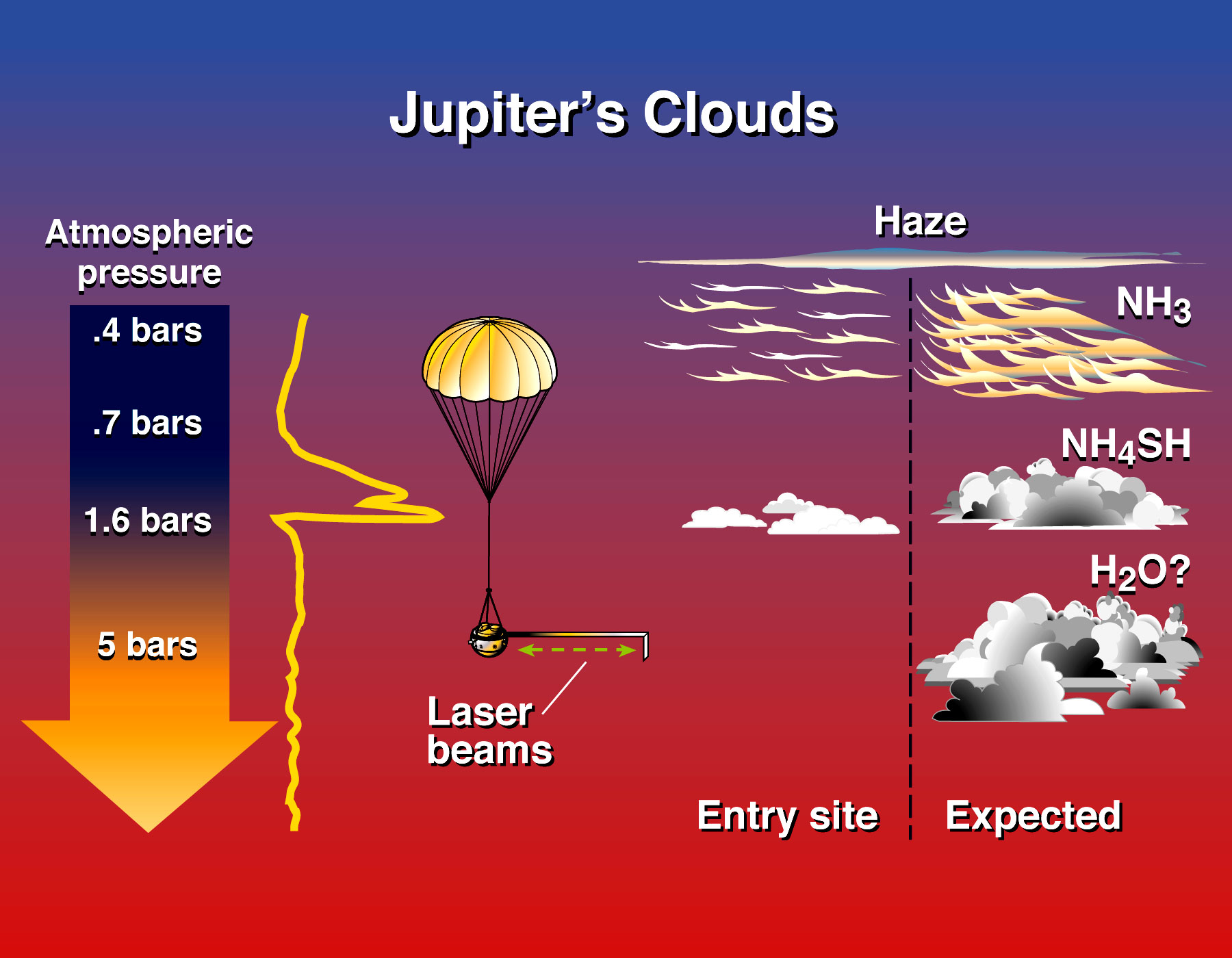
Таблиця температур і атмосферного тиску на різних висотах в атмосфері Юпітера для створення колонізації.

Багато науковців сьогодні вважають, що колонізація газових гігантів, на відміну від колонізації їх супутників, неможлива, інші вважають колонізацію Юпітера і Сатурна в принципі можливою, але і відносять її у віддаленіше майбутнє.

## Комфортний шар атмосфери

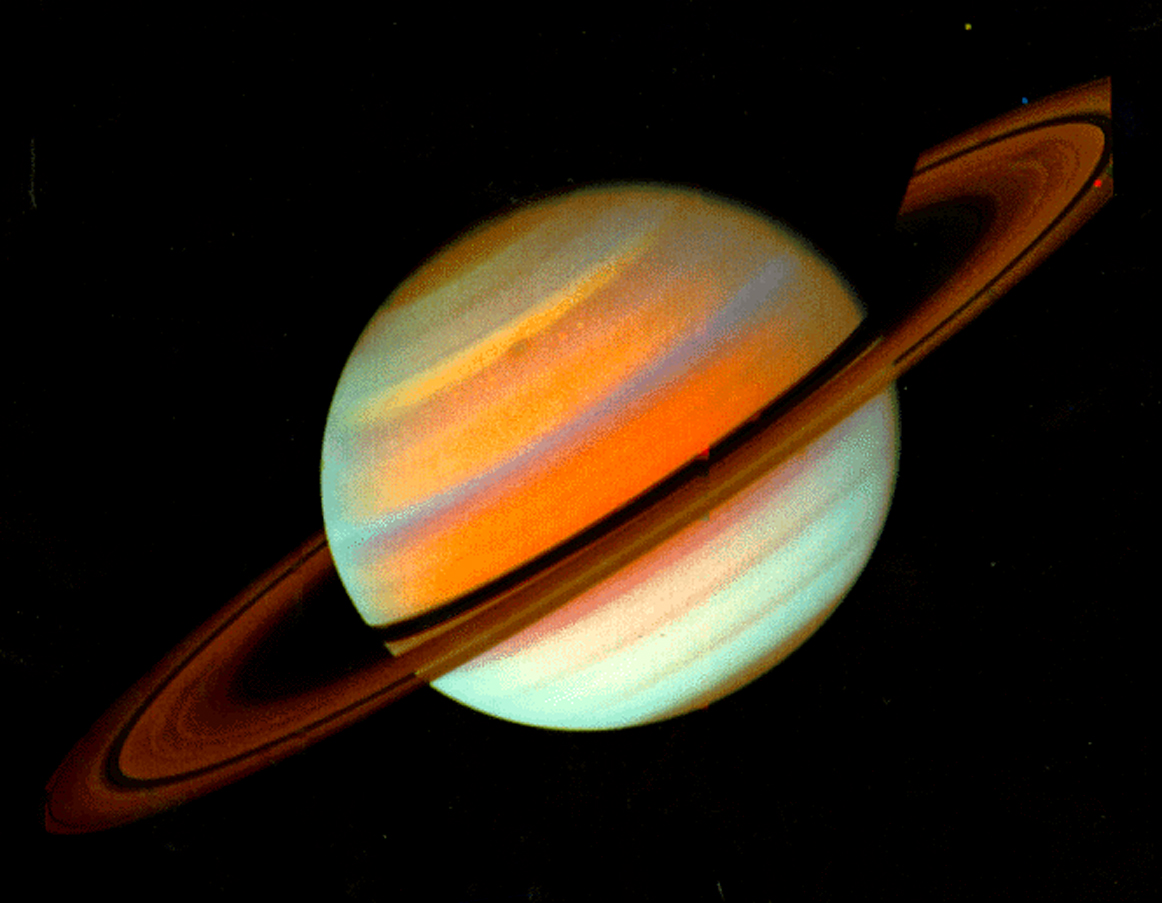
Сатурн, фотографія з «Вояджера-1».

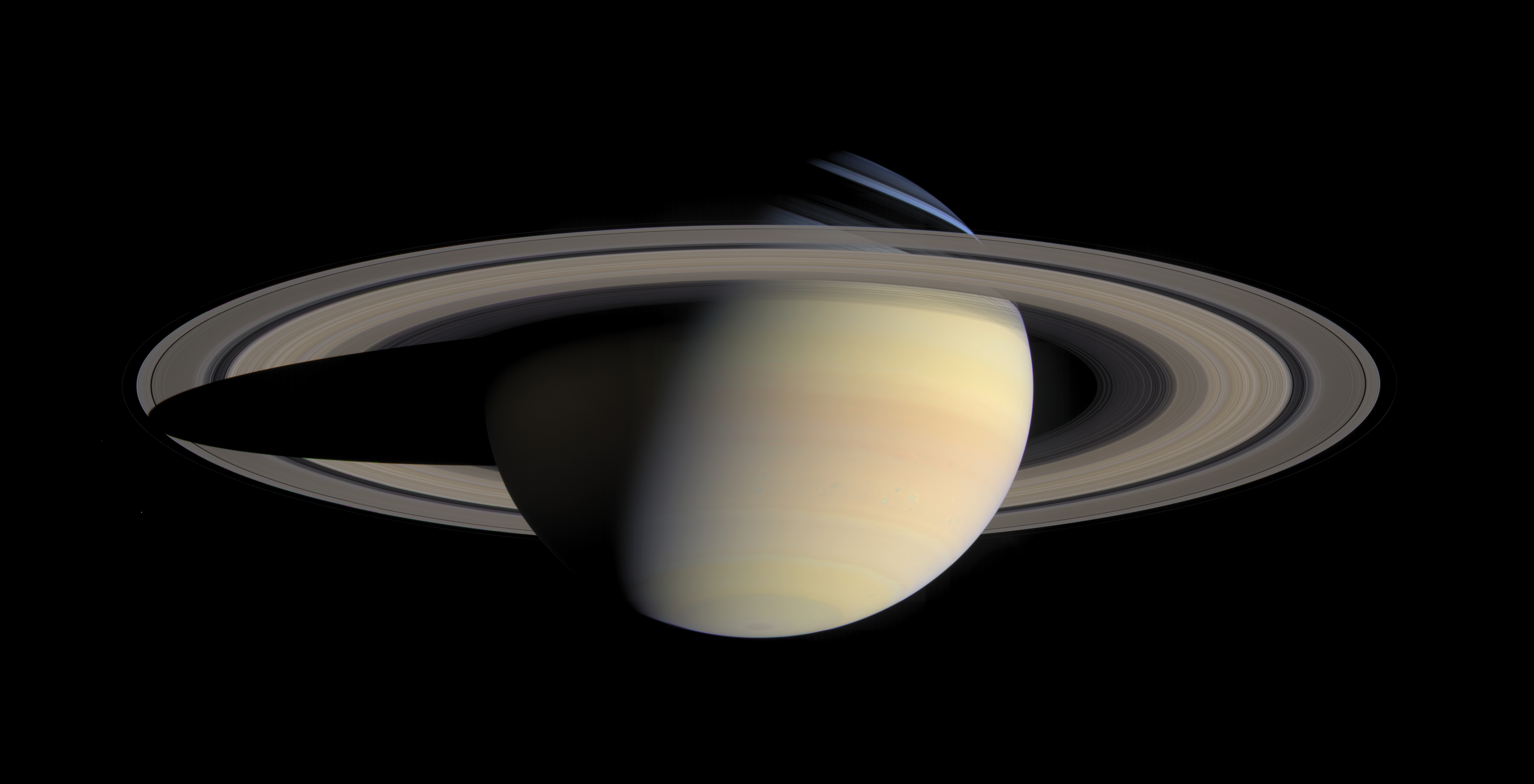
Знімок Сатурна з космічної місії «Кассіні — Гюйгенс».

Газові гіганти мають шар атмосфери, у якому присутні водяні хмари. У цьому шарі атмосфери температура близько −20 °C, а тиск 1—5 атмосфер. Саме в цьому шарі імовірна наявність життя нашого типу та найімовірніше у майбутньому створення поселень.

## Плаваючі міста
Є декілька способів втримати об'єкт в атмосфері на потрібній висоті:
1. Плавання в шарі, густина якого дорівнює густині води. Житлова частина знаходиться в комфортному шарі над щільнішим шаром з густиною води. Уявляється найбільш легкоздійсненним.
2. Місто-дирижабль. Цей варіант важкоздійснений.

## Сировина
Атмосфера Юпітера багата на дейтерій — ізотоп водню. Дейтерій може бути паливом термоядерної електростанції.
Атмосфера газових гігантів має також органічну сировину, яку можна буде переробляти для виготовлення необхідних виробів.